# Дружина Лота
Дружина Лота — безіменний персонаж Старого Завіту, дружина Авраамового племінника Лота. Згідно з Книгою Буття, перетворилася на соляний стовп, озирнувшись на руйновані небесним вогнем міста Содом і Гоморру (Бут 19:15—30).

## Розповідь у Біблії
У старозавітній Книзі Буття Лот — син Харана і племінник родоначальника євреїв Авраама. За винятком дружини Авраамової Сарри, Лот був єдиним родичем, що супроводжував патріарха Авраама при його переселенні в Ханаанську землю . Авраам йому запропонував: «…відділися ж мене. Якщо ти ліворуч, то я праворуч, а якщо ти праворуч, то я ліворуч» (13:9). І вийшло, що «Аврам став жити на землі Ханаанській; а Лот став жити в містах околиці і розкинув намети до Содому» (13:12). Місто Содом було одним із п'яти міст у квітучій долині Сиддім, при гирлі річки Йордан .
Перед руйнуванням небесним вогнем двох безбожних міст — Содома і Гоморри) — від загальної загибелі врятувалося тільки Лотова сім'я, яку з міста вивели ангели. В дорозі дружина Лота всупереч ангельському наказу озирнулася назад і обернулася на соляний стовп, а сам Лот з дочками втік у сусіднє місто Сигор, а потім відійшов у гору, і став жити з дочками в печері, де від старшої дочки у нього народився син Моав (родоначальник моавітян)), а від молодшої — Аммон, він же Бен-Аммі, майбутній родоначальник амонітян.

## Художні зображення

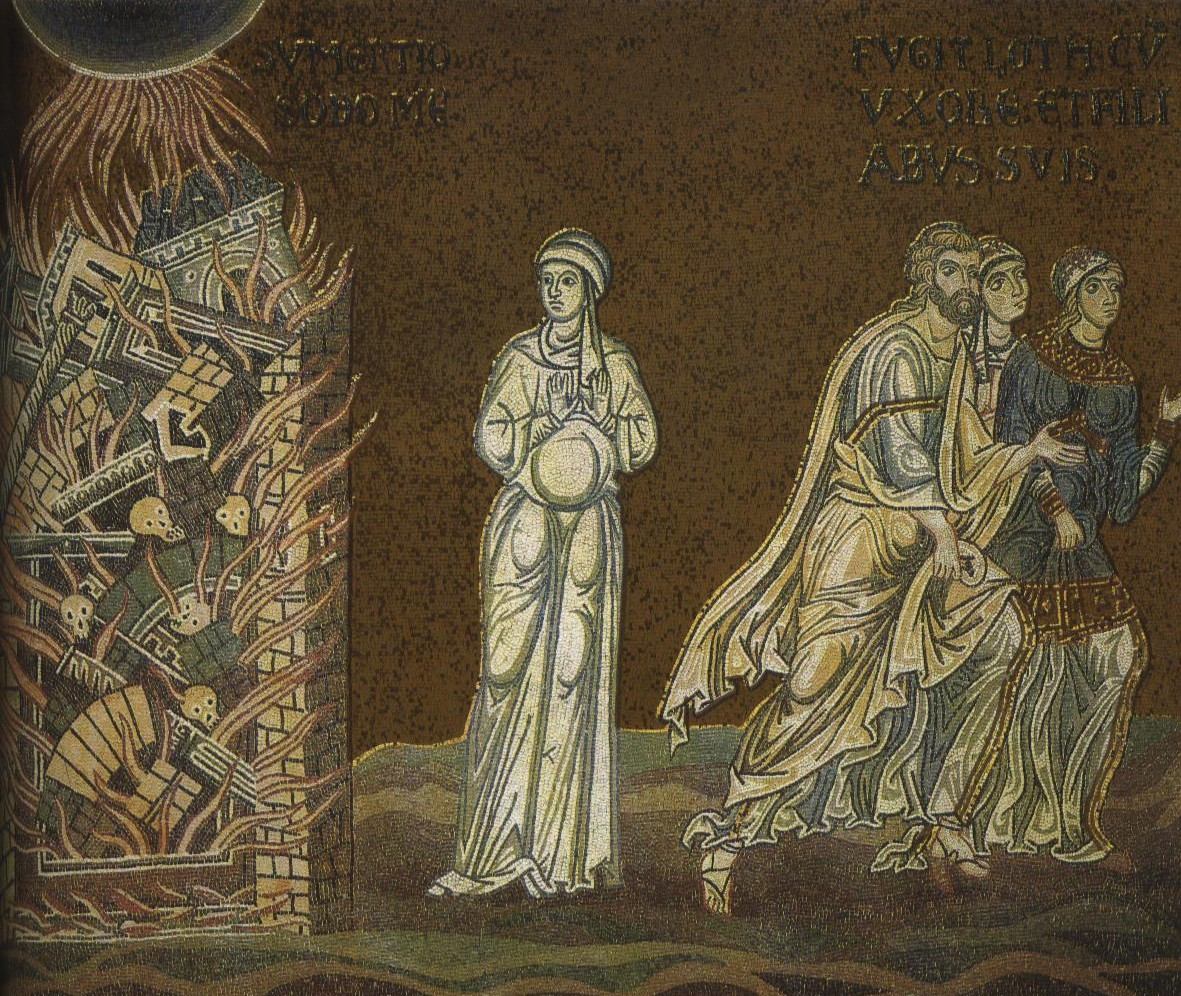
Мозаїка (XII століття) собору Різдва Пресвятої Богородиці (Монреалі, Італія)
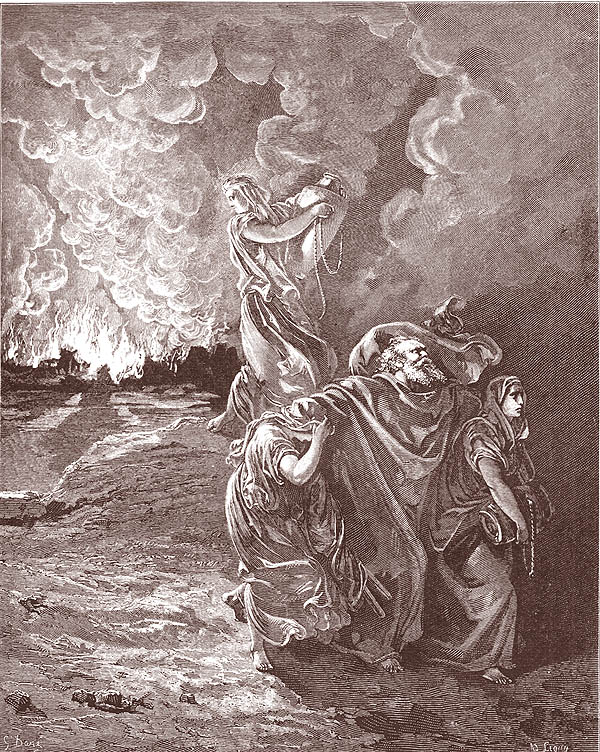
Гравюра (1875) Гюстава Доре
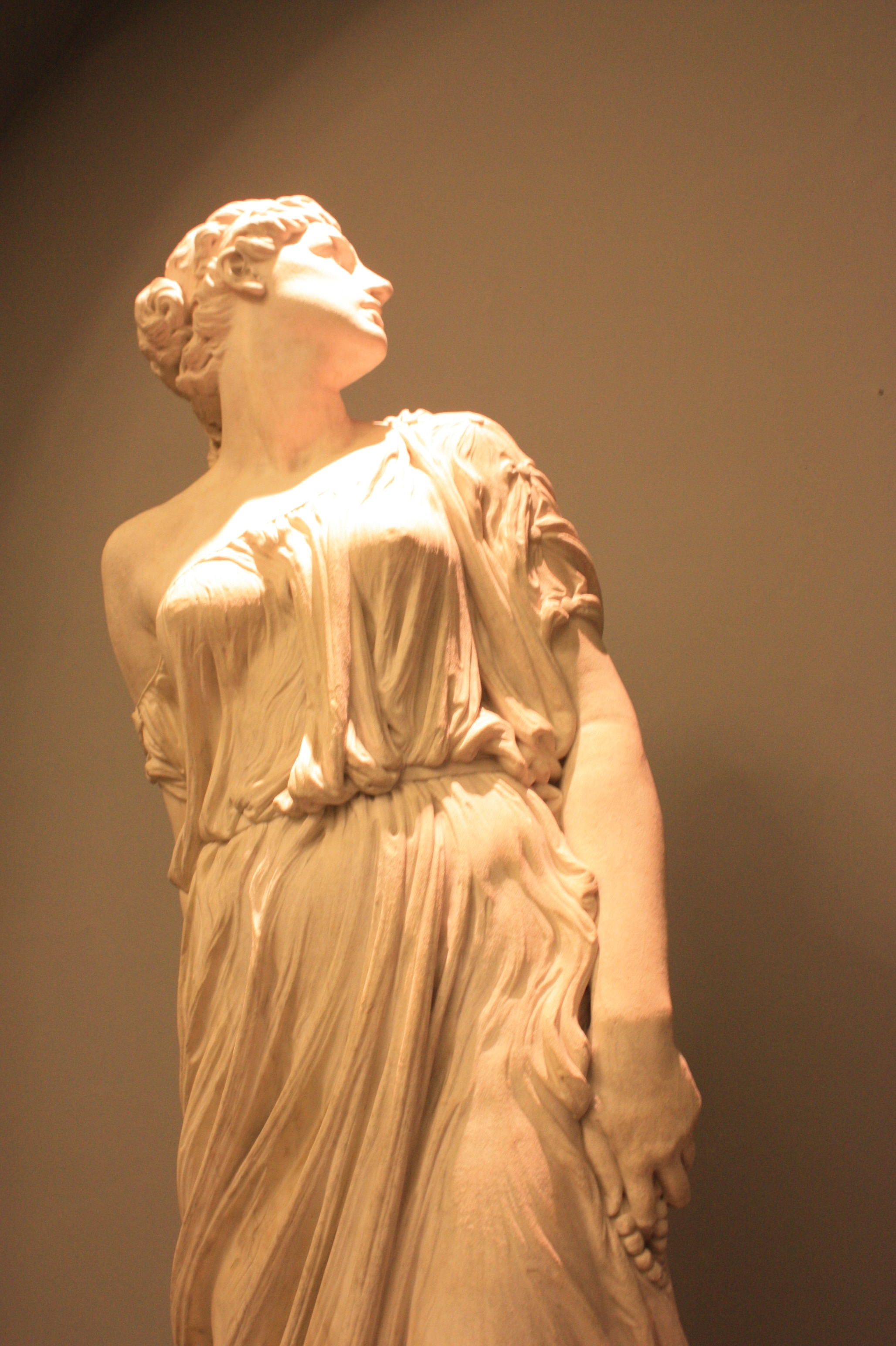
«Дружина Лота» (1878), скульптор Амо Торнікрофт[en] , Музей Вікторії та Альберта, Лондон